# Caymanöarnas fotbollsförbund
Caymanöarnas fotbollsförbund, officiellt Cayman Islands Football Association, är ett specialidrottsförbund som organiserar fotbollen på Caymanöarna.
Förbundet grundades 1966 och gick med i Concacaf 1990. De anslöt sig till Fifa år 1992. Caymanöarnas fotbollsförbund har sitt huvudkontor på ön Grand Cayman.